# 2022年8月逝世人物列表
2022年逝世人物列表：1月 - 2月 - 3月 - 4月 - 5月 - 6月 - 7月 - 8月 - 9月 - 10月 - 11月 - 12月
2022年8月逝世人物列表，是用于汇总2022年8月期间逝世人物的列表。

## 依日期排序

### 31日
- 付明星，59岁，中国政治人物，武汉市政协原副主席（2017年－2022年）。[1]
- 卡迪尔·拜克诺夫（英语：Kadyr Baikenov），77岁，哈萨克斯坦政治人物，前能源部部长。[2]
- 亚历山大·霍瓦特，83岁，斯洛伐克足球运动员。[3]
- 乔谷凡，83岁，中国剧作家，上海越剧院编剧。[4]
- 项苏云，91岁，中国政治人物，项英之女。[5]
- 馮健（原名樊煦义），97岁，中国新闻工作者，新华社原副社长、党组副书记兼总编辑（1982年－1986年）。[6]

### 30日
- 劉順松，69歲，台灣政治人物，苗栗縣議員。[7]
- 格奧爾基·貝爾恰努 （羅馬尼亞語：Gheorghe Berceanu），72歲，羅馬尼亞摔跤運動員，奥运会金牌得主（1972年）。[8]
- 谢永旺，89岁，中国作家，原文艺报社主编。[9]
- ，91歲，前苏联政治人物，末任最高领导人及苏共中央总书记（1985年－1991年），唯一一任总统（1990年－1991年），1990年诺贝尔和平奖得主。[10]
- 唐·林德（英語：Don Lind），92岁，美国宇航员。[11]
- 王勇，98岁，中国政治人物，原重庆市科学技术协会副主席。[12]
- 吉田晄浩（日語：吉田 晄浩），日本電子遊戲設計師、企業家，代表作《熱血物語》、《熱血高校》。[13]

### 29日
- 柳珠恩，27歲，韓國女演員，自殺身亡。[14]
- 方棱溶，31歲，中華民國空軍上尉，曾任「莒光園地」節目主播，罹患紅斑性狼瘡搶救後宣告不治。[15]
- 雪若比·狄恩（英語：Charlbi Dean），32歲，南非女演員，死於突發疾病。[16]
- 丹巴绕旦，82歲，西藏唐卡艺术泰斗、西藏大学教授。[17]
- 弗拉基米尔·古谢夫（俄語：Владимир Гусев），90岁，苏联及俄罗斯政治人物，苏联部长会议副主席（1986年－1990年）。[18]
- 魏宝锁，93岁，中国军事人物，原中国人民解放军第55师师长。[19]
- 帕特·麥吉爾（英語：Pat McGeer），95歲，加拿大籃球運動員。[20]

### 28日
- 阿列克謝·科瓦列夫（烏克蘭語：Олексій Ковальов），33歲，烏克蘭政治人物，烏克蘭最高拉達議員、俄佔赫爾松副州長，槍殺。[21]
- 谢延信，70岁，中国矿工，首届全国道德模范，2007年度感动中国十大人物。[22]
- 鄭海泉，74歲，香港銀行家及政治人物，香港上海滙豐銀行有限公司前主席（2005年－2010年）、前行政局議員（1995年－1997年）、前立法局議員（1991年－1995年）。死於鼻咽癌。[23]
- 闫文胜，78岁，中国政治人物，曾任温县人民政府县长。[24]
- 吉尔·卡伍德（英語：Gil Cawood），82岁，新西兰赛艇运动员。[25]
- 方鏗，83歲，香港紡織業商人，生產力促進局主席（1994年－2002年），前任立法會議員方剛胞兄。[26]
- 董尧椿，90岁，中国政治人物，青岛市人民政府原副市长。[27]
- 叶荣华，91岁，中国天主教人物，安康教区主教（2000年起）。[28]
- 江文兰，92歲，中國弹词表演艺术家。[29]
- 朱鸿鹗，96岁，中国教育工作者，曾任上海师范大学校长，第七、八届全国政协委员。[30]
- 李瞻，97歲，台灣新聞學者，前國立政治大學新聞研究所教授。[31]
- 谷风，99岁，中国政治人物，中共南京市委原副秘书长。[32]
- 傅奎清，102歲，中國人民解放軍將領、中國人民解放軍中將。[33]
- 林向北，104岁，中国政治人物，“双枪老太婆”陈联诗的女婿。[34]

### 27日
- 坦尼婭·帕爾德西（英語：Tanya Pardazi），21歲，加拿大網紅。[35]
- 陈学龙，46岁，中国政治人物，延安市人民政府副秘书长（2021年起）。[36]
- 李少谦，65岁，中国通信技术专家，电子科技大学教授。[37]
- 金书贵，75歲，中國表演艺术家。曾在1994年央視版三國演義中飾演龐統。[38]
- 羅伯特·盧彭（英语：Robert LuPone），76歲，美國演員。[39]
- 井洪，81歲，台灣演員、編劇、製作人、導演。[40]
- 米盧廷·紹什基奇，84歲，塞爾維亞足球运动员。[41]
- 埃米利奧·特里維尼（義大利語：Emilio Trivini），84歲，義大利賽艇運動員。[42]
- 龙念，89岁，中国政治人物，安徽省政协原副主席。[43]
- 冯守娥，92歲，台灣政治人物，爱国统一运动和妇女运动前辈，陈明忠夫人。[44]

### 26日
- 张涵，65岁，中国政治人物，鹤岗市政协原副主席。[45]
- 莫元季，69歲，中國话剧演员。[46]
- 周颂伦，70歲，中國日本史專家。[47]
- 李德康（英語：Lee Tak-hong），71歲，香港免疫及過敏病科醫生，香港過敏科醫學會主席（2014年－2017年）、英國過敏及臨床免疫學會主席（1996年－1999年）。[48]
- 都沛，76岁，中国作家，《中国作家》杂志社原事业发展部主任。[49]
- 罗兰·梅尼耶（英语：Roland Mesnier），78歲，法裔美國糕點廚師、烹飪作家。[50]
- 王威琪，83岁，中国生物医学工程学家，中国工程院院士。[51]
- 屠规益，94岁，中国头颈外科学家，中国医学科学院肿瘤医院原副院长。[52]
- 李连城，96岁，中国政治人物，中共湘潭市委原副书记，第四、五届全国人大代表。[53]

### 25日
- 张韵爱（英語：Andera Teo），56歲，新加坡电视製作人，曾制作经典英语情景喜剧如《同在屋檐下》（Under One Roof）、《鬼马家族》（Phua Chu Kang Pte Ltd）等。因癌症逝世。[54]
- 李松，64岁，中国文化遗产专家，原文化部民族民间文艺发展中心主任。[55]
- 边旭明，75歲，中国妇产科学家、产前遗传诊断学家。[56]
- 拉多万·拉多维奇，86歲，前塞尔维亚男子篮球运动员。[57]
- 陈祖楠，88歲，中國政治人物，曾任浙江省绍兴市人民政府副市长，绍兴文理学院院长。[58]
- 理查德·塞特洛（英语：Richard Setlowe），89歲，美國作家和記者。[59]
- 白宛如，96岁，中国语言学家，中国社会科学院语言研究所方言研究室副研究员。[60]

### 24日
- 包勇军，56岁，中国政治人物，锡林郭勒盟西乌珠穆沁旗副旗长、公安局局长。[61]
- 洞人，約60歲，巴西原住民，未接觸部落「塔納魯原住民」群體的最後一名成員。[62]（遺體發現日）
- 王壽森，75歲，中國政治人物，曾任陝西省人民政府副省長、黨組成員，陝西省政協副主席。[63]
- 提姆·裴基（英语：Tim Page (photographer)），78歲，英國戰地攝影記者，肝癌。[64][65]
- 马布·塔鲁克达尔，80岁，孟加拉国诗人、作家以及选举专员。[66]
- 埃拉尔·亚伯拉罕（法語：Hérard Abraham），82岁，海地政治人物，临时总统（1990年）。[67]
- 杜厚文，84歲，中國經濟學家，中国大陆世界经济学科的重要开拓者。[68]
- 保罗·诺克斯（英語：Paul Knox），88岁，加拿大冰球运动员。[69]
- 朱祥忠，89歲，中國外交官。曾任駐秘魯大使及駐智利大使。[70]
- 稻盛和夫（日語：稲盛 和夫），90歲，日本企業家、京瓷公司創辦人、名譽會長。[71]
- 李民立，93岁，中国经济史学家，复旦大学经济学院教授。[72]

### 23日
- 古谷一行（日语：古谷一行），78歲，日本演員。[73]
- 沈萼梅，81岁，中国意大利语翻译家，北京外国语大学教授。[74]
- 文生浩，88岁，中国法学家，海南大学法学院院长（1992年－1995年）。[75]
- 陸渝蓉，89歲，中國氣象學家。[76]
- 羅拉多·谷貝拉·謝卡德斯（西班牙語：Rolando Cubela Secades），90岁，古巴政治人物。[77]
- 朱利安·罗伯逊（英語：Julian Robertson），90歲，美國對衝基金經理、慈善家，老虎基金創始人。[78]
- 傑拉德·波特頓（英語：Gerald Potterton），91岁，加拿大导演。[79]

### 22日
- 台南殺警案殉職員警：
  - 凃明誠，36歲，中華民國警察，任職於臺南市政府警察局第二分局民權派出所。[80]
  - 曹瑞傑，27歲，中華民國警察，任職於臺南市政府警察局第二分局民權派出所。[81]
- 陳祖濤，94歲，中國汽車工程師。[82]
- 第十五代休姆伯爵（英語：The 15th Earl of Home），78歲，英國貴族和銀行家，上議院議員（1996年－2022年）、庫茨銀行主席（1999年－2013年），已故前首相夏塞爾的休姆勳爵之子。[83]
- 阿都哈林·阿都拉曼，82歲，马来西亚政治人物，吉兰丹州前彭加兰芝柏伊斯兰党国会议员。[84]

### 21日
- 程多闻，34岁，中国国际关系学者，北京外国语大学副教授。[85]
- 余苑綺，39歲，台灣女演員，歌手余天和演員李亞萍次女。直腸癌。[86]
- 梅廣，83歲，台灣語言學家，國立臺灣大學前中國文學系教授，國立清華大學中國語文學系（現名中國文學系）創系系主任及前語言學研究所教授。[87][88][89]
- 陈光时，94岁，中国足球裁判员，前中国足球裁判委员会副主任、上海足球裁判委员会主任、上海足球协会副主席。[90]

### 20日
- 达莉娅·杜金娜（俄語：Дарья Александровна Дугина），29岁，俄羅斯記者，政治理论家亚历山大·杜金之女，遭遇汽车爆炸身亡。[91]
- 奧歷山大·納孔涅契尼（烏克蘭語：Олександр Наконечний），年齡不詳，烏克蘭政治人物，國家安全局基洛夫格勒州主管（2021年至今），槍傷不治。[92]
- 利昂·维塔利（英语：Leon Vitali），74岁，英國演員。[93]
- 瑪麗亞·索，101歲，中國鄂溫克族馴鹿人，被譽為「中國最後的女酋長」。[94]
- 小林政廣（日語：小林 政広），68歲，日本導演，橫結腸癌。[95]

### 19日
- 胡军，71岁，中國哲學家，北京大学哲学系教授，博士生导师，中国民主促进会会员。[96]
- 張慶惠，80歲，台灣政治人物，曾任立法委員、國大代表。[97]
- 孙培青，89歲，华东师范大学教育学部原教育系主任。[98]
- 陈峻青，94岁，中国胃肠肿瘤外科专家，曾任中国医科大学附属第一医院肿瘤科主任，中国医科大学肿瘤研究所副所长、教授及博士生导师。[99]
- 张心瑞，95歲，中國國畫家。[100]
- 张祥道，95岁，中国政治人物，宁海县人大常委会原主任。[101]
- 陳祖澤，96歲，中國核子工業技術家，中共元老陳昌浩之子。[102]
- 伊万·弗拉季琴科（烏克蘭語：Іван Владиченко），98岁，苏联政治人物，苏共中央候补委员（1966年－1990年）。[103]
- 泰克拉·朱尼維茨（波蘭語：Tekla Juniewicz），116歲，波蘭超级人瑞，波兰史上最长寿者。[104]

### 18日
- 頌巴特·梅坦尼（英语：Sombat Metanee），85歲，泰國演員。[105]
- 丁叶来，94岁，中国马克思主义哲学家，中国人民大学教授。[106]

### 17日
- 蔡艾成，40歲，馬來西亞華裔男藝人、歌手、演員，因墜樓死亡。[107]
- 加藤繁秋（日語：加藤 繁秋），75岁，日本政治人物，前众议院议员（1990年－1993年）。[108]
- 张铭法，86岁，中国政治人物，原中南财经大学副校长。[109]
- 张北海，86歲，美籍華人作家，演員張艾嘉叔父。[110]
- 清川元夢（日語：清川 元夢），87歲，日本聲優。[111]
- 王祖武，93岁，中国政治人物，曾任河北省政府副省长。[112]
- 齐金维，97岁，中国政治人物，原四川省水利电力厅副厅长。[113]
- 曾敏興，97歲，馬來西亞政治人物、森美蘭發展商、醫生，民主行动党創黨人兼永久顧問、前芙蓉國會議員。[114]

### 16日
- 周志成，56岁，中国社会科学学者，复旦大学国际关系与公共事务学院教授。[115]
- 肖时英，91岁，中国茶叶专家，普洱市茶叶科学研究所高级农艺师。[116]
- 多梅尼科·帕切（義大利語：Domenico Pace），98岁，意大利击剑运动员。[117]

### 15日
- 顏文龍，92歲，馬來西亞馬華公會元老、前怡力與魯容州議員、馬六甲雞場街文化坊工委會主席、健美運動員。心力衰竭而死。[118]
- 庄锡昌，88歲，中國世界文化史學者，复旦大学教授、副校长（1986年-1988年）。[119]
- 皮特·卡里爾（英语：Pete Carril），92歲，美國籃球教練，普林斯頓進攻戰術（英语：Princeton offense）發明者。[120]
- 林开钦，89岁，中国政治人物，曾任福建省委副书记。[121]
- 笹本恒子（日語：笹本 恒子），107岁，日本第一位女性攝影記者。[122]
- 約阿納·金（英語：Ioane King），49歲，紐西蘭演員，死於腺癌。[123]

### 14日
- 阚娟，53歲，中國资深媒体人、知音全媒体公司副总经理、《知音》杂志月末版原主编。[124]
- 拉克什·金君瓦拉（英语：Rakesh Jhunjhunwala），62歲，印度亿万富翁、股票投资者。[125]
- 李少光，73歲，香港政府主要官員，入境事務處處長（1998年－2002年）、廉政專員（2002年－2003年）、保安局局長（2003年－2012年）。[126]
- 郭国明，74岁，中国政治人物，焦作市人大常委会主任（2007年－2013年）。[127]
- 尤斯沃·喬治（英語：Yosiwo George），81岁，密克罗尼西亚联邦政治人物，第8任副总统（2015年起），死于COVID-19。[128]
- 俞辛焞，89歲，中國日本史學家，南开大学日本研究院教授。[129]
- 迪米崔·盧柏（俄語：Дмитрий Владимирович Врубель），62歲，俄羅斯畫家，柏林圍牆東邊畫廊著名政治諷刺繪畫作品《我的上帝，助我在这致命之爱中存活》(My God, Help Me to Survive This Deadly Love)原作者，因COVID-19併發症病逝[130]。
- 夏冰，99岁，中国军事人物，原中国人民解放军第二十八试验训练基地司令员。[131]
- 阿不都拉，103歲，中華民國立法委員。[132]

### 13日
- 杨颂昆，84岁，中国政治人物，中共广州市委原副秘书长。[133]
- 张锡武，93岁，中国画家。[134]
- 范理，101岁，中国政治人物，原总参谋部第三部副部长。[135]

### 12日
- 安·海契（英語：Anne Heche），53歲，美國女演員。死於車禍。[136]
- 乔延凤，77岁，中国作家。[137]
- 沃爾夫岡·彼得森（德語：Wolfgang Petersen），81歲，德國導演，代表作《从海底出击》及《空軍一號》。死於胰臟癌。[138]
- 韩冰，82岁，中国中医妇科专家，原天津中医药大学第二附属医院院长。[139]
- 高國綸（英語：Owen Corcoran），91歲，英國殖民地法官和檢察官，香港高等法院暫委法官（1988年－1990年）和地方法院法官（1977年－1988年），彭利來毒馬案主控官（1971年）。（死亡公布日期）[140]
- 施明德，107歲，中國國畫畫家。[141]

### 11日
- 刘庆华，60岁，中国园林专家，青岛农业大学园林与林学院院长。[142]
- 刘树纲，81歲，中國剧作家、原中央实验话剧院院长。[143]
- 張正甫，84歲，香港資深傳媒人，影星蕭芳芳第二任丈夫。胰臟癌逝世。[144]
- 尹产良，87岁，中国阿尔巴尼亚语专家，北京外国语大学教授。[145]
- 讓-雅克·桑貝（法語：Jean-Jacques Sempé），89歲，法国插画家。[146]
- 吴金盛，90岁，中国政治人物，江苏省人大常委会原副秘书长。[147]
- 森英惠（日語：森 英恵），96歲，日本時尚設計師。[148]

### 10日
- 段義孚，91歲，美籍華裔地理學家。[149]
- 韋薩-馬蒂·洛伊里（芬蘭語：Vesa-Matti Loiri），77歲，芬蘭演員。[150]
- 呂明實，54歲，台灣警察，新北市警局後勤科警員，警階警務正。胰臟癌。[151]

### 9日
- 英厄马尔·埃兰德松（瑞典語：Ingemar Erlandsson），64岁，瑞典足球运动员。[152]
- 尼古拉斯·埃文斯（英語：Nicholas Evans），72歲，英國作家。[153]
- 雷蒙·布力格（英語：Raymond Briggs），88歲，英國插畫家、漫畫家、圖畫小說家和作家，著名作品如《雪人》。[154]
- 吉恩·勒贝尔（英语：Gene LeBell），89歲，美國武術家。[155]
- 尼古拉·斯柳尼科夫（俄語：Николай Слюньков），93岁，白俄罗斯政治人物，白俄罗斯共产党第一书记（1983年－1987年）。[156]
- 宁玉山，95岁，中国马克思主义政治经济学家，中国人民大学经济学院教授。[157]
- 张昌龄，100岁，中国建筑学家，清华大学建筑学院教授。[158]

### 8日
- 女爵士（英語：Dame Olivia Newton-John），73歲，英國裔澳大利亚歌手。死於乳癌。[159]
- 金聖源（朝鲜语：김성원 (배우)），85歲，南韓演員。死於膀胱癌。[160]
- 谢大民，90歲，中國企業家，正大集團董事長。[161]
- 王峻岩，92岁，中国法学家，海南大学法学院首任院长，第七、八届全国政协委员。[162]

### 7日
- 苗丹佩，年齡不詳，緬甸外交官，緬甸駐華大使，在昆明乘飛機回北京途中因心臟病發逝世。[163]
- 鵜島仁文（日语：鵜島仁文），55歲，日本男歌手，肝硬化併發的食道靜脈瘤爆裂。[164]
- 吴锐，65歲，中國古建築學家。[165]
- 罗斯季斯拉夫·瓦茨拉维切克（捷克語：Rostislav Václavíček），75岁，捷克足球运动员。[166]
- 格爾德·卡明斯基（英语：Gerd Kaminski），79歲，奧地利漢學家。[167]
- 吴宗国，88歲，中國歷史學家。[168]
- 崔继国，90岁，中国政治人物，曾任西藏自治区人大常委会副主任。[169]
- 阿纳托利·菲利普琴科（烏克蘭語：Анатолій Філіпченко），94岁，苏联宇航员。[170]
- 武耀金，95岁，中国军事人物，原江西省军区副政治委员。[171]

### 6日
- 洪麗完，60餘歲，台灣歷史學者，中研院台灣史研究所副研究員，專研平埔族及漢人開拓史。[172]
- 歐陽力行，57歲，中華民國陸軍退役少將，國家中山科學研究院副院長。[173]
- 贺东奇，64岁，中国生物数学家，北京大学医学部教授。[174]
- 王之虹，68岁，中国中医师，长春中医药大学原校长。[175]
- 史蒂夫·考汀（英語：Stephen Courtin）, 79岁，美国篮球运动员。[176]
- 严绍璗，81岁，中国比较文学家，北京大学教授。[177]
- 沈钧毅，83歲，中國計算機科學與工程專家。[178]
- 卡洛·博諾米（英语：Carlo Bonomi），85歲，義大利配音員。[179]
- 青木新門（日語：青木 新門），85歲，日本作家。[180]
- 黄枫，90歲，中國表演藝術家、作曲家。[181]
- 韩国宾，92岁，中国政治人物，中共攀枝花市委原书记。[182]
- 季刚芹，93岁，中国政治人物，常州市天宁区政协原主席。[183]

### 5日
- 石炳毅，71岁，中国肾脏移植专家，解放军总医院第八医学中心教授，第十届全国政协委员。[184]
- 三宅一生（日語：三宅 一生），84歲，日本時裝設計師。死於肝癌。[185]
- 華聯奎，94歲，中國政治人物，曾任最高人民法院副院長、黨組副書記。[186]
- 林栋，102岁，中国政治人物，海口市政协原主席。[187]

### 4日
- 洪传世，41岁，中国科研工作者，沈阳材料科学国家研究中心研究员。[188]
- 孔庆寿，98岁，中国政治人物，原上海瑞金医院党委书记。[189]

### 3日
- 杰基·沃罗斯基（英語：Jackie Walorski），58岁，美国政治人物，聯邦众议院议员，车祸身亡。[190]
- 伍文美，84歲，馬來西亞羽毛球運動員，死因為動脈瘤。[191]
- 苗芒（本名黄友吉），87歲，新加坡作家，病逝。[192]
- 麥德高法官（英語：Justice Neil Macdougall），90歲，澳洲法官，曾任香港終審法院非常任法官，律政署檢察官高等法院法官及上訴法庭法官等職。[193]
- 杨蕴玉，104歲，中國政治人物，教育部原副部长。[194]

### 2日
- 楊台清，72歲，中華民國法官，曾任台北地院及苗栗地院法官。肺腺癌。[195]
- 肖祖修，84岁，中国政治人物，重庆市人大常委会原副主任。[196]
- 尼古拉·叶菲莫夫（俄語：Николай Ефимов），89岁，苏联及俄罗斯新闻工作者，苏联国家新闻委员会主席（1989年－1990年）。[197]
- 陶耕培，91岁，中国教育工作者，江苏省南通第一中学原校长。[198]
- 文·史考利（英語：Vin Scully），94歲，美國體育評述員，1950年至2016年擔任MLB洛杉磯道奇隊的播報員。[199]
- 孙元庆，94岁，中国政治人物，浙江省杭州市西湖区人民法院原院长。[200]
- 郭荣熙，97岁，中国抗日战争老兵，曾任诸暨县民政局副局长。[201]

### 1日
- 伊琳卡·米特雷娃，72歲，北馬其頓政治人物，前外交部长。[202]
- 宗光华，77岁，中国机器人领域专家，北京航空航天大学教授。[203]
- 郭炳安，79岁，中国艺术工作者，深圳市关山月美术馆原艺术总监。[204]
- 卡洛斯·布利克森（西班牙語：Carlos Samuel Blixen Abella），85歲，烏拉圭男子籃球運動員。[205]
- 程辉光，86岁，中国政治人物，成都市人大常委会原副主任。[206]
- 石磊，90岁，中国军事人物，安徽省军区原政治委员。[207]
- 大竹宏（日語：大竹 宏），90歲，日本聲優。[208]
- 小约瑟夫·A·多利，91岁，美国政治人物，曾任羅德島州普罗维登斯市长。[209]
- 吴文津，100岁，美籍华裔图书馆学家。[210]